# Musée grégorien égyptien
Le Musée grégorien égyptien est un des musées du Vatican. Il est consacré à la collection égyptienne du Vatican.

## Histoire
Le musée égyptien a été inauguré le 2 février 1839, jour anniversaire de l'élection du pape Grégoire XVI. Auparavant, le pape Pie VII avait créé le premier noyau du musée avec une petite collection d'antiquités égyptiennes. Grégoire XVI enrichit cette collection avec de nouveaux achats et favorise la création du musée dans le Petit Palais du Belvédère, avec un aménagement qui rappelait l'Égypte antique.

## Les collections
Le musée abrite des œuvres s'échelonnant de la période prédynastique à la période romaine. Les collections sont réparties dans six salles.

### L'écriture: mémoire des hommes
La première salle regroupe des exemples d'écriture gravée sur pierre ainsi que des stèles liées au monde funéraire, au monde religieux et à la commémoration du souverain.
- Stèle commémorative de Hatchepsout et Thoutmôsis III.
- Scarabée d'Amenhotep III.
- Statue du prêtre Oudjahorresné.

### Le règne de l'outre-tombe
La deuxième salle permet de voir une série d'œuvres liées aux cérémonies funéraires et au culte des morts. On y retrouve une momie, des sarcophages, des vases canopes qui conservaient les viscères du défunt, des amulettes et des bijoux, ainsi que des objets de trousseau funéraire qui assurait au défunt les mêmes commodités que lors de son vivant.
- Sarcophage d'Amenhotep.
- Papyrus avec un Livre des morts.
- Statue creuse d'Osiris qui contenait le Livre des morts.

### L'Égypte et Rome
La troisième salle rappelle la période durant laquelle l'Égypte devint une province romaine (30 av. J.-C.) et qui vit l'importation de plusieurs sculptures à Rome. On retrouve ainsi dans cette salle une reconstitution partielle du Canope de la Villa d'Hadrien et du Sérapéum, temple dédié à la divinité Sarapis.
- Statue d'Antinoüs-Osiris.

### L'Égypte: un don du Nil
La quatrième salle évoque le thème le l'eau et les paysages du Nil. Le fleuve constituait un élément essentiel à l'agriculture du pays grâce aux crues qui déposait une couche de limon fertile, en plus de constituer la principale voie de navigation. Pour les Égyptiens, la rive est symbolisait la terre des vivants (où on retrouvait les villes) tandis que la rive ouest était la terre des morts (et regroupait les nécropoles).
- Statue couchée du Nil.

### L'hémicycle: sculpture et peinture
Dans la cinquième salle, on retrouve des sculptures de divinités et des personnages de la royauté, ainsi que des fragments de murs peints.
- Statue en granit noir de la reine Mouttouya, mère de Ramsès II.
- Statue de Ptolémée II Philadelphe.
- Statue de la reine Arsinoé II.

### Petits bronzes de la collection Grassi
Enfin, la sixième salle présente la collection Grassi donnée au musée en 1950. Elle comprend des statuettes et des objets en bronze du Ier millénaire av. J.-C. représentant des dieux de l'ancienne Égypte, des animaux et des objets rituels.

## Galerie

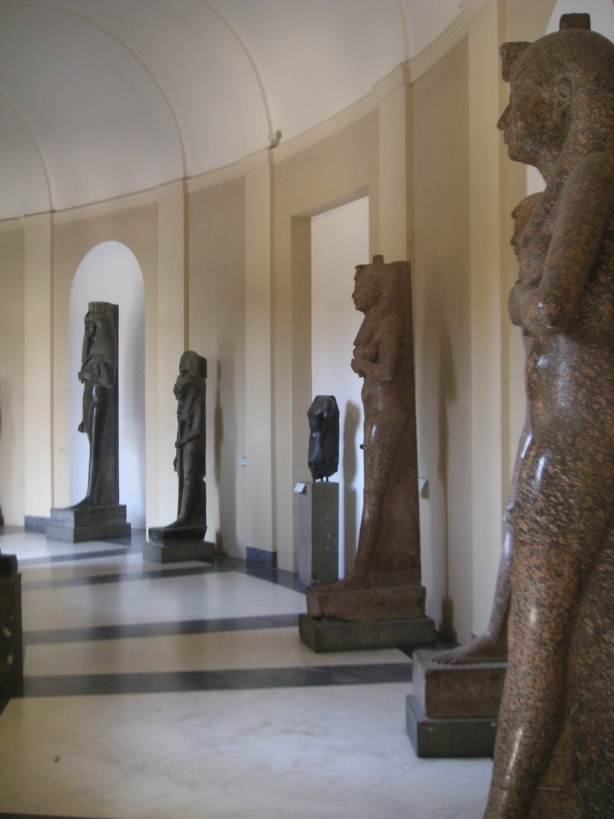
Salle de l'hémicycle
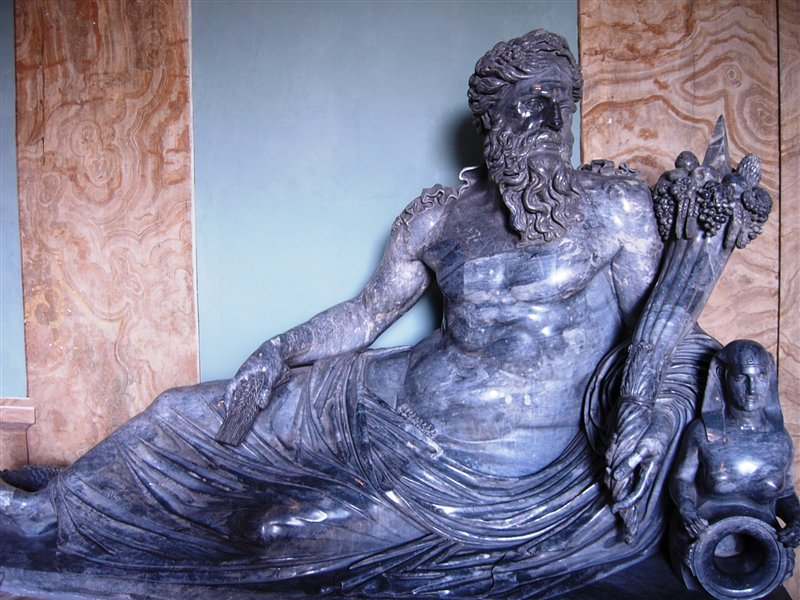
Statue couchée du Nil
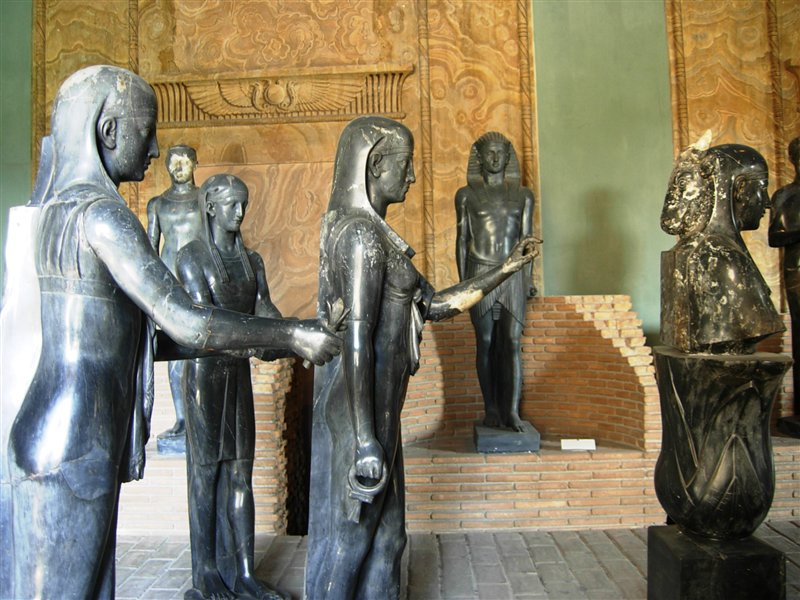
Statues du Canope
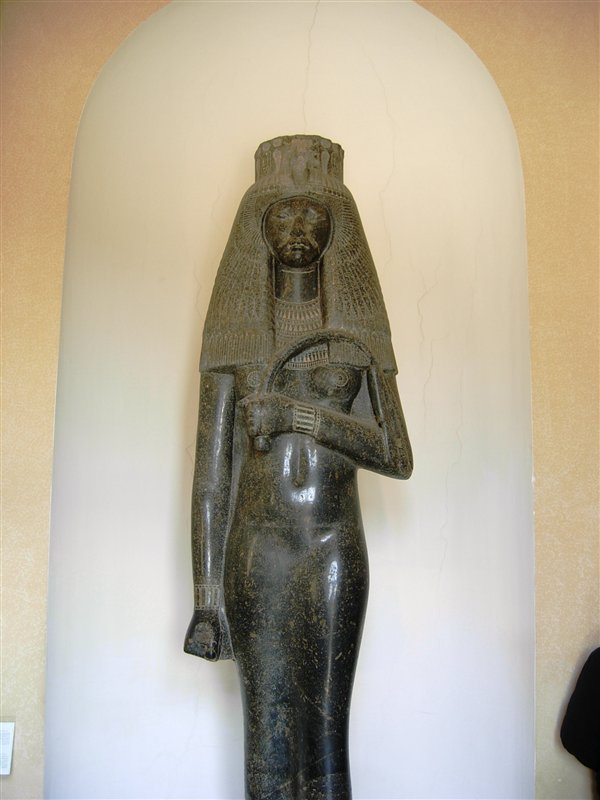
Statue de la reine Mouttouya
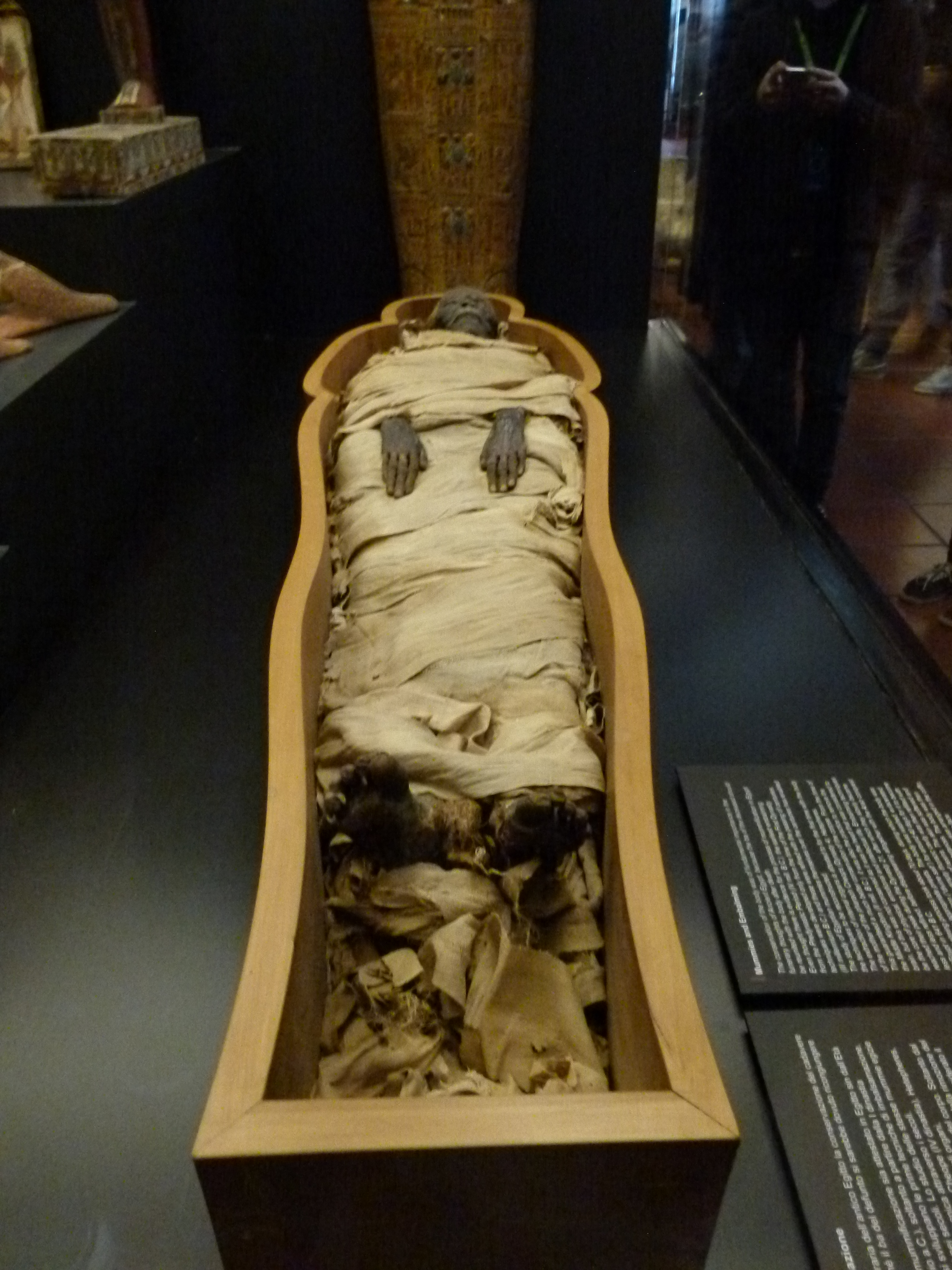
Sarcophage et momie
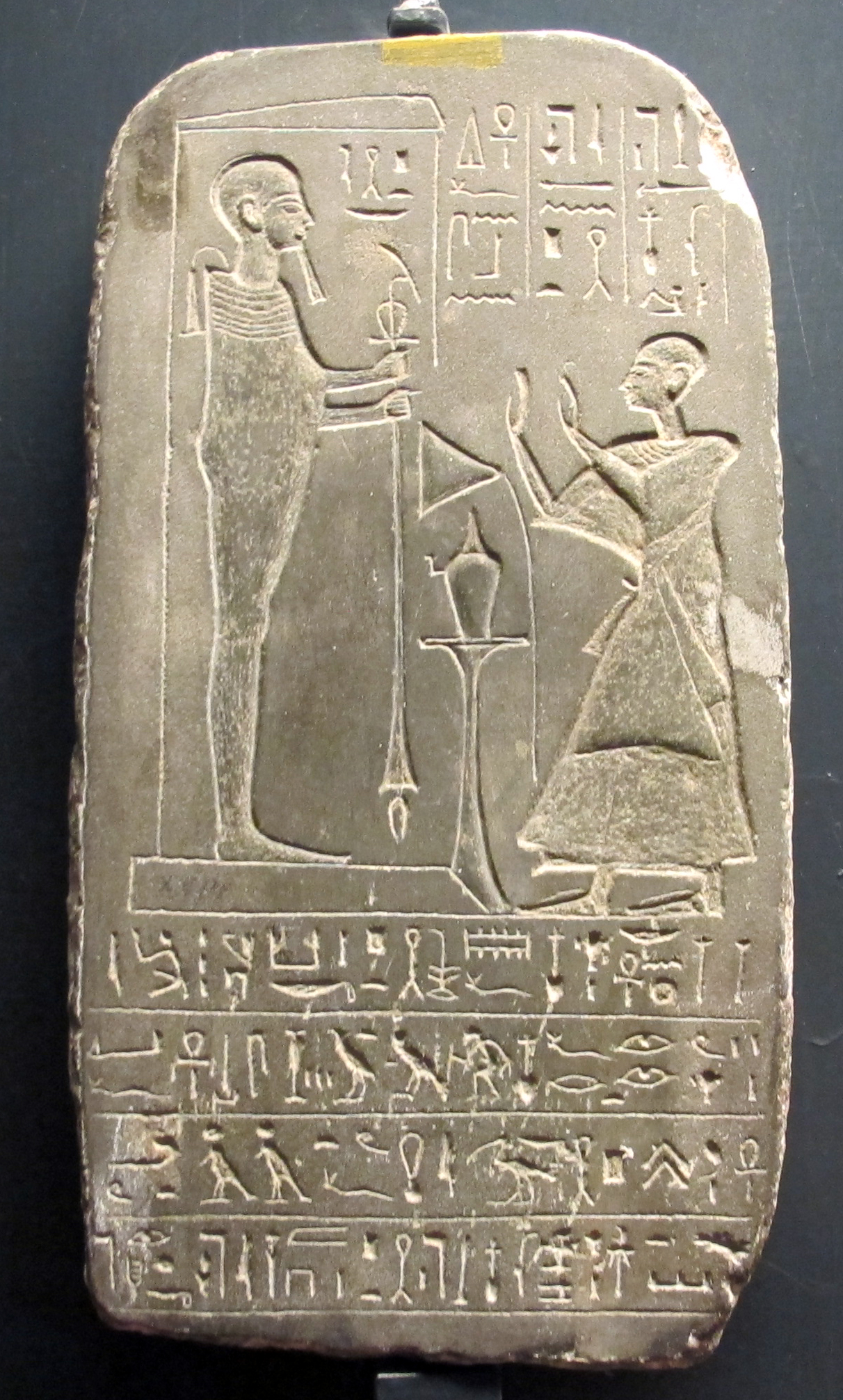
Stèle funéraire
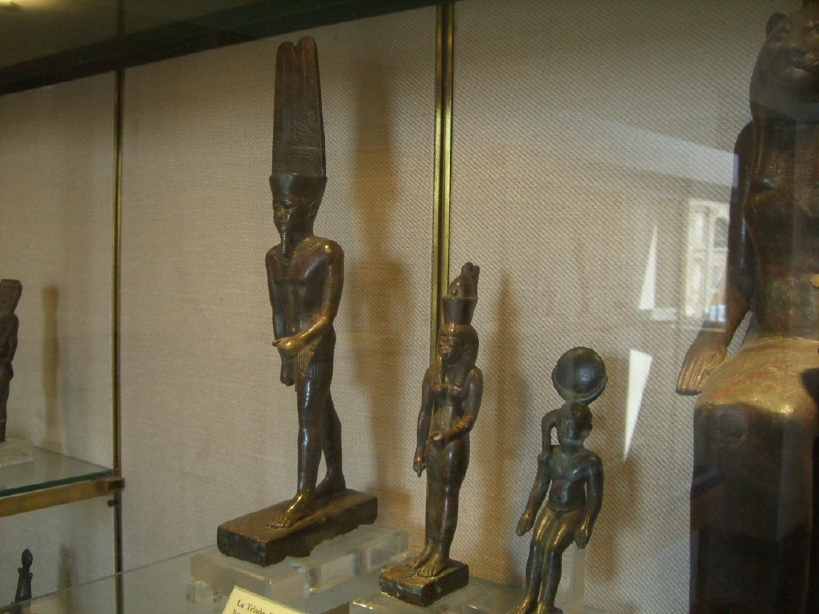
Statuettes en bronze de la triade de Thèbes, le dieu Amon-Rê, la déesse Mout et leur fils le dieu Khonsou.

## Source
- Ufficio Pubblicazioni Musei Vaticani, Les Musées du Vatican, Edizioni Musei Vaticani, 2010 (ISBN 978-88-8271-208-2), p. 96-124.